# Річард Челімо
Річард Челімо  (англ. Richard Chelimo; 21 квітня 1973 — 15 серпня 2001) — кенійський легкоатлет, олімпійський медаліст.

## Виступи на Олімпіадах
| Олімпіада      | Дисципліна           | Місце |
| -------------- | -------------------- | ----- |
| Барселона 1992 | біг на 10 000 метрів | 2     |